# 마우리치오 도미치
마우리치오 도미치(이탈리아어: Maurizio Domizzi, 1980년 6월 28일, 이탈리아 로마 ~ )는 이탈리아의 전 축구 선수, 축구 감독이다.